# جواو مينيزيس
جواو مينيزيس (بالبرتغالية: João Menezes) هو لاعب كرة مضرب برازيلي، ولد في 17 ديسمبر 1996 في أوبيرابا في البرازيل.

## وصلات خارجية
- جواو مينيزيس على موقع رابطة محترفي التنس (الإنجليزية)
- جواو مينيزيس على موقع الاتحاد الدولي لكرة المضرب (الإنجليزية)
- جواو مينيزيس على موقع أوليمبيديا (الإنجليزية)